# Carlos Alberto Débole
Carlos Alberto Débole (* 18. November 1915; † 3. November 1990) war ein argentinischer Lyriker.
Débole veröffentlichte im Verlauf seiner schriftstellerischen Laufbahn mehr als dreißig Gedichtbände. Daneben widmete er sich auf vielfältige Weise der Förderung des kulturellen Lebens in Buenos Aires und Argentinien. So gründete er die Zeitschriften Hebe und Nexo, die Gesellschaft El cenáculo sowie die Fundación Argentina para la Poesía. Ab 1983 war er Präsident der Sociedad Argentina de Escritores (SADE) und in dieser Eigenschaft 1984 Juror bei der Verleihung der Literaturpreise der Fundacion Konex. Für den Gedichtband Zoo entrañable (1964) erhielt er einen Preis der SADE, für Memoria del futuro (1969) den Premio Municipal
von Buenos Aires.

## Werke
- La soledad repleta, 1951
- Canto al Paraná, 1963
- Zoo entrañable, 1964
- Tiempo de la carpintería, 1966
- De nuevo amor, 1967
- Nandú, 1967
- De garzas y de flamencos, 1968
- Memoria del futuro, 1969
- El nandu, 1970
- Monasterio de Santa Catalina, 1970
- Inscripción en Santo Domingo, 1970
- 8 canciones al estilo popular, 1970
- El cobrador de olvidos, 1972
- Reyes Magos a caballo, 1972
- El hueso florecido, 1974
- Poemas de piedra, 1975
- Breverías, 1976
- Desván de aparecidos, 1976
- Soldi-débole, 1977
- Memorial de cóndores, 1977
- Mirar por dentro, 1977
- Árbol de sombra, 1978
- Abrapalabra, 1979